# The Hills
The Hills è un reality show statunitense prodotto da MTV, spin off del reality Laguna Beach. La sigla del programma è Unwritten di Natasha Bedingfield.

## Trama
La serie inizia quando Lauren Conrad, una delle protagoniste di Laguna Beach, si trasferisce a Los Angeles, insieme all'amica Heidi Montag, per frequentare l'istituto di moda Fashion Institute for Design and Merchandising e lavorare come stagista presso la redazione di Teen Vogue, iniziando così una nuova vita all'interno del fashion business americano. Lauren stringe una forte amicizia con la collega di lavoro Whitney Port e la vicina di casa Audrina Patridge. Durante la terza stagione l'amicizia tra Lauren e Heidi si rompe a causa del rapporto conflittuale tra Lauren e Spencer Pratt, fidanzato e futuro marito di Heidi, che allontana le due amiche. Nello stesso periodo Lauren ritrova la sua migliore amica Lo Bosworth che si trasferisce a Los Angeles e va a vivere con Lauren e Audrina. Successivamente Lauren stringe amicizia con Stephanie Pratt, sorella di Spencer, e ha una relazione con Brody Jenner con cui rimane amica. Alla fine della quarta stagione Whitney parte per New York e a metà della quinta stagione Lauren lascia la serie. In occasione del matrimonio tra Heidi e Spencer arriva Kristin Cavallari che dopo l'abbandono di Lauren diventa la protagonista della serie fino alla sua conclusione. Il passaggio di testimone tra Lauren e Kristin avviene al matrimonio di Heidi e Spencer dove la Cavallari prende il bouquet della sposa. Durante la festa dopo la luna di miele di Heidi e Spencer, Kristin ci prova con Justin. Questo avvenimento provoca una lite tra lei e Audrina. All'inizio della sesta e per ora ultima stagione, si vede Heidi dopo i molteplici interventi di chirurgia estetica a cui si è sottoposta. Nel frattempo Kristin, Audrina, Lo, Stephanie vanno al Super Bowl a Miami ma le ragazze litigano per i comportamenti di Kristin. A fine stagione si possono vedere Audrina e Justin che diventano amici; Stephanie finalmente incontra il ragazzo giusto, Josh, un amico di Brody. Secondo Brody ci sarebbe stato un finale alternativo che avrebbe incluso anche Lauren Conrad; la Conrad non ha voluto partecipare ma ha partecipato alla festa del cast per la conclusione della serie.

## Cast

### Personaggi principali
- Lauren Conrad[1]: protagonista e narratrice delle prime cinque stagioni. La serie inizia con il suo trasferimento da Laguna Beach a Los Angeles dove frequenta l'istituto di moda FIDM e lavora come stagista prima presso Teen Vogue e poi presso People's Revolution. Lascia la serie a metà della quinta stagione. Doppiata in italiano da Paola Della Pasqua.
- Audrina Patridge[2]: è un'amica di Heidi e Lauren, di cui successivamente diventa coinquilina, e lavora come impiegata presso la Epic Records. È l'unico membro del cast a partecipare per intero a tutte le stagioni della serie. Doppiata in italiano da Stefania De Peppe nella prima stagione e da Domitilla D'Amico nelle successive.
- Heidi Montag[3]: è la migliore amica e coinquilina di Lauren fino alla terza stagione. Durante la quinta stagione si sposa con Spencer Pratt. Lascia la serie all'inizio della sesta stagione. Doppiata in italiano da Perla Liberatori.
- Whitney Port[4]: è l'amica e collega di Lauren, presso Teen Vogue e People's Revolution. Lascia la serie alla fine della quarta stagione per trasferirsi a New York e iniziare una carriera come stilista di moda. Diventa la protagonista di The City, serie spin-off di The Hills. Doppiata in italiano da Patrizia Mottola nella prima stagione e da Chiara Gioncardi nelle successive.
- Kristin Cavallari: protagonista e narratrice della seconda metà della quinta stagione e della sesta stagione. Appare per la prima volta in occasione del matrimonio di Heidi e Spencer e si trasferisce a Los Angeles dopo la partenza di Lauren. Doppiata in italiano da Monica Bertolotti.
- Lo Bosworth: personaggio principale della sesta stagione (nelle stagioni 2-5 è un personaggio secondario ed è accreditata come "amica di Lauren"). È la migliore amica del liceo di Lauren e amica di Audrina, con le quali convive. Doppiata in italiano da Rachele Paolelli.
- Stephanie Pratt: personaggio principale della sesta stagione (nelle stagioni 3-5 è un personaggio secondario ed è accreditata come "sorella di Spencer"). È la sorella minore di Spencer e amica di Hiedi e Lauren. Doppiata in italiano da Connie Bismuto.

### Personaggi secondari
- Brody Jenner: personaggio secondario è accreditato come "amico di Spencer" poi come "amico di Lauren" e successivamente come "ex fidanzato di Kristin". È un amico di Spencer e Lauren ed ex fidanzato di Kristin, con cui durante la sesta stagione ha nuovamente una relazione. Doppiato in italiano da Fabrizio Vidale.
- Spencer Pratt: personaggio secondario è accreditato prima come "fidanzato di Heidi" e poi come "marito di Heidi". È il marito di Heidi, il fratello maggiore di Stephanie e ha un rapporto conflittuale con Lauren. Lascia la serie all'inizio della sesta stagione. Doppiato in italiano da Daniele Natali.
- Justin Brescia: personaggio secondario è accreditato come "fidanzato o ex-fidanzato di Audrina" e poi come "ragazzo di Kristin". Durante la serie ha una relazione amorosa con Audrina caratterizzata da alti e bassi, successivamente ha una breve relazione anche con Kristin. Doppiato in italiano da Massimo Triggiani.

## Edizioni
| Edizione         | Puntate | Prima TV America | Prima TV Italia |
| ---------------- | ------- | ---------------- | --------------- |
| Prima edizione   | 10      | 2006             | 2006            |
| Seconda edizione | 12      | 2007             | 2008            |
| Terza edizione   | 28      | 2007 - 2008      | 2008 - 2009     |
| Quarta edizione  | 20      | 2008             | 2009            |
| Quinta edizione  | 20      | 2009             | 2010            |
| Sesta edizione   | 12      | 2010             | 2010            |

## Spin-Off

### The City
The City è il primo spin-off di The Hills e racconta le vicende di Whitney Port dopo il suo trasferimento da Los Angeles a New York, dove inizia la sua carriera come stilista nel mondo della moda.

#### Episodi
| nº | Titolo originale                    | Titolo italiano               | Prima TV America  | Prima TV Italia  |
| -- | ----------------------------------- | ----------------------------- | ----------------- | ---------------- |
| 0  | Whitney: From The Hills To The City |                               | 10 dicembre 2008  | Non trasmesso    |
| 1  | If she can make it here...          | Una nuova vita per Whitney... | 29 dicembre 2008  | 4 febbraio 2010  |
| 2  | The truth will reveal itself        | La verità verrà a galla       | 29 dicembre 2008  | 4 febbraio 2010  |
| 3  | The L word                          | The L word                    | 5 gennaio 2009    | 11 febbraio 2010 |
| 4  | Good things come in threes          | Il numero perfetto            | 12 gennaio 2009   | 11 febbraio 2010 |
| 5  | Boys night out                      | Serata tra uomini             | 19 gennaio 2009   | 17 febbraio 2010 |
| 6  | He never said he had a girlfriend   | Non credevo fosse fidanzato   | 26 gennaio 2009   | 17 febbraio 2010 |
| 7  | The truth hurts                     | La verità fa male             | 2 febbraio 2009   | 24 febbraio 2010 |
| 8  | Mingling with the commoners         | Olivia rockettara             | 9 febbraio 2009   | 24 febbraio 2010 |
| 9  | Unexpected rommates                 | Coinquilini inaspettati       | 16 febbraio 2009  | 3 marzo 2010     |
| 10 | The past catches up                 | Benvenuti a Miami!            | 23 febbraio 2009  | 3 marzo 2010     |
| 11 | Fool me twice, shame on me          | Un comportamento sleale       | 2 marzo 2009      | 10 marzo 2010    |
| 12 | I'm sorry, Whit                     | Whitney, mi dispiace          | 9 marzo 2009      | 10 marzo 2010    |
| 13 | I lost myself in us                 | Devo ritrovare me stessa...   | 16 marzo 2009     | 24 marzo 2010    |
| 14 | Sleeping with the frenemy           | La mia miglior nemica         | 29 settembre 2009 | 24 marzo 2010    |
| 15 | Working girls                       | Ragazze in carriera           | 6 ottobre 2009    | 31 marzo 2010    |
| 16 | It's all who you know               | Questione di conoscenze       | 13 ottobre 2009   | 31 marzo 2010    |
| 17 | Meet the Fackelmayers               | Ti presento i Fackelmayer     | 20 ottobre 2009   | 7 aprile 2010    |
| 18 | Hit it and quit it                  | Indovina chi c'era a cena?    | 27 ottobre 2009   | 7 aprile 2010    |
| 19 | Weekend at Freddie's                | Weekend da Freddie            | 3 novembre 2009   | 14 aprile 2010   |
| 20 | Friends and foe-workers             | Rivali in squadra             | 10 novembre 2009  | 14 aprile 2010   |
| 21 | Forget about boys                   | Lascia perdere i ragazzi      | 17 novembre 2009  | 21 aprile 2010   |
| 22 | If you want something done right... | Se vuoi il meglio...          | 24 novembre 2009  | 21 aprile 2010   |
| 23 | Everything on the line              | La mia grande occasione       | 1º dicembre 2009  | 21 aprile 2010   |

| nº | Titolo originale            | Titolo italiano          | Prima TV America | Prima TV Italia   |
| -- | --------------------------- | ------------------------ | ---------------- | ----------------- |
| 1  | Show 'em what you got       | Il grande debutto        | 27 aprile 2010   | 24 agosto 2010    |
| 2  | Friends in high places      | Amici ai piani alti      | 4 maggio 2010    | 24 agosto 2010    |
| 3  | Professionally dangerous    | Inaffidabile come sempre | 11 maggio 2010   | 31 agosto 2010    |
| 4  | Queen of diamonds           | Regina di diamanti       | 18 maggio 2010   | 7 settembre 2010  |
| 5  | The belle of Elle           | Una grande opportunità   | 25 maggio 2010   | 15 settembre 2010 |
| 6  | Fashion with a capital F    | Moda con la M maiuscola  | 1º giugno 2010   | 22 settembre 2010 |
| 7  | The british are coming      | Arrivano gli inglesi     | 8 giugno 2010    | 29 settembre 2010 |
| 8  | Work horses and show ponies | Miami ci aspetta         | 15 giugno 2010   | 6 ottobre 2010    |
| 9  | One girl's trash...         | Ragazze vincenti         | 22 giugno 2010   | 13 ottobre 2010   |
| 10 | Stage fight                 | Un nuovo volto per Elle  | 29 giugno 2010   | 20 ottobre 2010   |
| 11 | Rommate wanted              | Cercasi coinquilina      | 6 luglio 2010    | 27 ottobre 2010   |
| 12 | Lost in translation         | Un look da star          | 13 luglio 2010   | 3 novembre 2010   |

### Audrina
Uscito nel 2011 in 10 episodi, è il secondo spin-off di The Hills e vede protagonista Audrina Patridge e la sua famiglia.